# Parathyma inara
Parathyma inara är en fjärilsart som beskrevs av Doubleday 1848. Parathyma inara ingår i släktet Parathyma och familjen praktfjärilar. Inga underarter finns listade i Catalogue of Life.